# Gare d'Austerlitz
Gare d'Austerlitz (Estação de Austerlitz) ou Gare de Paris-Austerlitz é um dos seis grandes terminais ferroviários em Paris. Está situada na margem esquerda do Rio Sena, na parte sudeste da cidade, no 13º arrondissement. É o início da estrada de ferro Paris-Bordeaux; a linha de Toulouse está ligada a esta linha. Desde a introdução do TGV Atlantique - usando Gare Montparnasse - Austerlitz perdeu a maioria de seus serviços para o sudoeste de longa distância. É usada por cerca de 30 milhões de passageiros por ano, cerca de metade do número passando por Montparnasse.
Os Trens Hotéis Elipsos (Trenhotel) operados em conjunto entre RENFE e SNCF são operados daqui para Madrid e Barcelona. Eles partiam no início da noite, chegando na manhã seguinte. Com o início de um TGV direto de Paris a Barcelona, em 15 de dezembro de 2013, os serviços  do Trenhotel foram terminados.

## História
A Gare d'Austerlitz foi construída em 1840 para servir primeiro ao Paris-Corbeil então a linha Paris-Orleans. A estação foi originalmente chamada de Gare d'Orléans. Uma extensão foi projetada entre 1865 e 1868 pelo arquiteto Pierre-Louis Renaud.
A estação leva o nome da cidade tcheca antes conhecida como Austerlitz (hoje Slavkov u Brna). Lá Napoleão I derrotou os números superiores da Terceira Coalizão em 2 de dezembro de 1805 na Batalha de Austerlitz.

### Chegada de emigrantes portugueses
Nos anos 1960 e 1970, muitos portugueses, vindos a salto, chegavam à fronteira entre Espanha e França, mais precisamente à cidade francesa de Hendaia, fazendo depois o resto do caminho para Paris em comboio e chegando à Gare de Austerlitz. 
Chegavam tantos portugueses a Paris através desta estação, que desde 1966 o comité Lyautey, especializado no atendimento a migrantes, tinha uma faixa em português para o acolhimento de quem chegava, e na década seguinte, o consulado português instalou mesmo um posto de atendimento dos seus serviços sociais na gare.

## Futuro
Um grande projeto de reforma da Gare d'Austerlitz está em andamento. Quatro novas plataformas estão sendo construídas e todas as faixas existentes estão sendo reformadas. O interior será reconstruído, a fim de lidar com os serviços do TGV Sud-Est e TGV Atlantique, parcialmente transferidos da Gare de Lyon e Gare Montparnasse, ambas aos quais estão em sua capacidade máxima. Todo o trabalho está previsto para ser concluído em 2020, e será o dobro da atividade na estação.

## Serviços
- serviços intermunicipais (Intercités) Paris - Orléans
- serviços intermunicipais (Intercités) Paris - Orléans - Blois - Tours
- serviços intermunicipais (Intercités) Paris - Orléans - Vierzon - Bourges - Montluçon
- serviços intermunicipais (Téoz ou Téoz ECO) Paris - Vierzon - Limoges - Brive - Toulouse - Narbonne - Cerbère
- serviços noturnos (Intercités de Nuit) Paris - Orléans - Dax - Irun / Tarbes
- serviço noturno (Intercités de Nuit) Paris - Limoges - Portbou / Latour-de-Carol / Luchon
- serviços noturnos (Intercités de Nuit) Paris - Orléans - Toulouse / Albi
- serviços noturnos (Intercités de Nuit) Paris - Toulon - Nice
- serviço noturno (Intercités de Nuit) Paris - Chambéry - Bourg-Saint-Maurice / Saint-Gervais-les-Bains
- serviço noturno (Intercités de Nuit) Paris - Gap - Briançon

## Interconexão
A Gare d'Austerlitz também abriga estações do Metrô de Paris (linhas 5 e 10) e do RER (linha C), na Estação Gare d'Austerlitz (Metrô de Paris).